# Nathalie Poza
Nathalie Poza, née le 7 mars 1972 à Madrid, est une actrice espagnole, récompensée du Prix Goya de la meilleure actrice en 2018 et du Prix Goya de la meilleure actrice dans un second rôle en 2021.

## Biographie
Née d'une mère française, Nathalie Poza découvre le théâtre grâce à un ses professeurs qui lui fait découvrir Macbeth. En 2013, elle joue dans From Berlin, un spectacle créé autour de l'album berlinois de Lou Reed. Très présente au théâtre, elle joue régulièrement sous la direction d'Andrés Lima : elle interprète Charlotte Corday dans Marat/Sade en 2007, Tamora dans Titus Andronicus en 2009 ou encore Helena/Andrés dans Sueño en 2017.
Le 5 février 2018, elle remporte le Prix Goya de la meilleure actrice (la plus importante récompense cinématographique espagnole) pour son rôle dans No sé decir adiós. Dans ce film, elle interprète Carla, une femme qui doit faire face au cancer de son père. C'était sa quatrième nomination aux Prix Goya.
Nathalie Poza remonte sur les planches en 2020 aux côtés de Carmen Machi et Carolina Yuste dans Prostitución d'Andrés Lima mais la tournée est interrompue en mars par la pandémie de Covid-19. Elle y joue successivement les rôles de deux prostituée. La tournée devrait reprendre en octobre 2020.
La même année, elle joue le personnage principal de la série La Unidad, un thriller policier de six épisodes suivant l'unité chargée de la lutte contre le terrorisme en Espagne, diffusée sur Movistar+ et créée par Dani de la Torre et Alberto Marini.
Elle estime que le cinéma actuel « objectifie » les femmes. Alors que les hommes arrivent au zénith de leur carrière à 50 ans et peuvent la poursuivre, leurs homologues féminines du même âge rencontrent des difficultés pour travailler et sont déconsidérées.

## Théâtre
- 2004 : Como en las mejores familias d'Agnès Jaoui et Jean-Pierre Bacri, mis en scène par Manel Dueso : Betty[3]
- 2007 : Marat-Sade de Peter Weiss, mis en scène par Andrés Lima : Charlotte Corday[3]
- 2009 : Titus Andronicus de William Shakespeare, mis en scène par Andrés Lima : Tamora[3]
- 2013 : Skylight de David Hare : Kyra[3]
- 2017 : Sueño de et mis en scène par Andrés Lima : Helan/Andrés

## Filmographie
Sauf indication contraire, les informations mentionnées dans cette section peuvent être confirmées par la base de données cinématographiques IMDb,  présente dans la section « Liens externes ».

### Cinéma
- 1997 : Abierto (El eco del tiempo) de Jaime Marques : Ángela (court métrage)
- 1998 : No sé, no sé de Aitor Gaizka : Sonia (court métrage)
- 1999 : Ruth está bien de Pablo Valiente : Ruth (court métrage)
- 2002 : Un lit pour quatre (El otro lado de la cama) de Emilio Martínez-Lázaro : Lucia
- 2003 : Utopía de Maria Ripoll
- 2003 : Jours de foot (Días de fútbol) de David Serrano : Patricia
- 2003 : Sortie de route (La flaqueza del bolchevique) de Manuel Martín Cuenca : Eva
- 2005 : Malas temporadas de Manuel Martín Cuenca : Ana
- 2007 : Días de cine de David Serrano : Silvia Conde
- 2007 : Salir pitando de Álvaro Fernández Armero : Yolanda
- 2009 : Un buen hombre de Juan Martinez Moreno : Paula
- 2011 : La Couleur de l'océan (Die Farbe des Ozeans) de Maggie Peren : Carla
- 2011 : Dark Impulse (Lo mejor de Eva) de Mariano Barroso : Berta
- 2013 : Todas las mujeres de Mariano Barroso : Andrea
- 2015 : Truman de Cesc Gay : Femme 2
- 2016 : Julieta de Pedro Almodóvar : Juana
- 2017 : Australia de Lino Escalera : Carla (court métrage)
- 2017 : No sé decir adiós de Lino Escalera : Carla
- 2018 : Titan (The Titan) de Lennart Ruff : Capitaine Vita Ramos
- 2018 : Banco (70 Binladens) de Koldo Serra : Lola
- 2019 : Lettre à Franco (Mientras dure la guerra) de Alejandro Amenábar : Ana
- 2020 : Invisibles de Gracia Querejeta : Amelia
- 2020 : Le Mariage de Rosa (La boda de Rosa) de Icíar Bollaín : Violeta
- 2020 : Rifkin's Festival de Woody Allen : la mère de Mort
- 2025 : Marco, l'énigme d'une vie de Jon Garaño : Laura

### Télévision
- 1995 : Médico de familia : la professeure (1 épisode)
- 1996 : Éste es mi barrio (1 épisode)
- 1997 : Más que amigos : Mónica (1 épisode)
- 1997 : Don Juan, séducteur d'une nuit : Alummna César (2 épisodes)
- 1998 : Hermanas (1 épisode)
- 1998 : Señor Alcalde : Raquel (1 épisode)
- 1999 : El comisario : Alicia Ponce (6 épisodes)
- 1999 : Periodistas (1 épisode)
- 2000 : 7 vidas : Nuria (1 épisode)
- 2000 : Policías, en el corazón de la calle : Nerea Yanci (15 épisodes)
- 2002 : Entre cien fuegos de Peter Edwards et Iñaki Eizmendi : Edyta (téléfilm)
- 2003 : Un lugar en el mundo : Silvia (13 épisodes)
- 2004 : Hospital Central : Berta (1 épisode)
- 2005 : Maneras de sobrevivir : Pili (13 épisodes)
- 2005 : Motivos personales : Lorena Salinos (2 épisodes)
- 2008 : Lex : Dani León (16 épisodes)
- 2010 : La princesa de Éboli : Sofonisba Anguissola (2 épisodes)
- 2010 : Todas las mujeres : Andrea (6 épisodes)
- 2010-2012 : Hispania, la leyenda : Claudia (20 épisodes)
- 2012 : Imperium : Claudia (6 épisodes)
- 2015 : Carlos, rey emperador : Germaine de Foix (6 épisodes)
- 2016 : Web Therapy : Irene Fernández (4 épisodes)
- 2017-2018 : Traición : Almudena Fuentes (9 épisodes)
- 2018 : La Cathédrale de la mer : Francesca (4 épisodes)
- 2020 : La Unidad : Carla Torres (6 épisodes)

## Voix françaises
En France, Nathalie Poza est doublée par plusieurs comédiennes. Isabelle Gardien lui a prêté sa voix à deux reprises.
- Isabelle Gardien[8] dans :
  - Julieta
  - La Unidad (série télévisée)

Et aussi
- Fabienne Rocaboy dans Lettre à Franco[8]
- Anne-Bérengère Pelluau dans Caronte[8] (série télévisée)
- Ethel Houbiers dans Le Mariage de Rosa[8]
- Laurence Bréheret dans Rifkin's Festival[8]

## Récompenses et distinctions
Sauf indication contraire, les informations mentionnées dans cette section peuvent être confirmées par la base de données cinématographiques IMDb,  présente dans la section « Liens externes ».

### Récompenses
- Goyas 2021 : meilleure actrice dans un second rôle pour son rôle dans Le Mariage de Rosa[9]
- Premios Círculo de Escritores Cinematográficos 2018 : Meilleure actrice pour No sé decir adiós
- Prix Días de Cine 2018 : Meilleure actrice espagnole pour No sé decir adiós
- Premios Feroz 2018 : Meilleure actrice dans un rôle principal pour No sé decir adiós
- Prix Goya 2018 : Meilleure actrice pour No sé decir adiós
- Prix ACE 2018 : Meilleure actrice dans un second rôle télévisuel pour Traición
- Prix ACE 2016 : Meilleure actrice jouant un personnage ayant existé pour Carlos, rey emperador
- Prix de l'Unión de Actores y Actrices 2020 : Meilleure actrice dans un second rôle pour Lettre à Franco
- Prix de l'Unión de Actores y Actrices 2018 : Meilleure actrice pour No sé decir adiós
- Festival du film espagnol Cinespaña de Toulouse 2017 : Meilleure actrice pour No sé decir adiós (ex aequo avec Mercè Pons[10]).
- Prix de l'Unión de Actores y Actrices 2004 : Meilleure nouvelle actrice pour Días de fútbol

## Nominations
- Prix Goya 2020 : Meilleure actrice dans un second rôle pour Lettre à Franco
- Prix de l'Unión de Actores y Actrices 2017 : Meilleure actrice dans un petit rôle pour Julieta
- Prix de l'Unión de Actores y Actrices 2016 : Meilleure actrice dans un petit rôle pour Carlos, rey emperador
- Premios Círculo de Escritores Cinematográficos 2014 : Meilleure actrice dans un second rôle pour Todas las mujeres
- Prix Goya 2014 : Meilleure actrice dans un second rôle pour Todas las mujeres
- Prix de l'Unión de Actores y Actrices 2009 : Meilleure actrice pour Lex
- Prix de l'Unión de Actores y Actrices 2004 : Meilleure actrice dans un petit rôle pour Días de fútbol
- Prix Goya 2006 : Meilleure actrice pour Malas temporadas
- Prix Goya 2004 : Meilleure jeune actrice pour Días de fútbol